# The Great American Bash
The Great American Bash a fost un eveniment pay-per-view de wrestling organizat inițial de promoția National Wrestling Alliance și mai apoi de World Championship Wrestling. Conform biografiei lui Ric Flair, conceptul evenimentului a fost inventat de Dusty Rhodes.